# Albret landais
Pour les articles homonymes, voir Albret.
L'Albret landais est une  région naturelle du département des Landes en région Nouvelle-Aquitaine et le berceau de la maison d'Albret.

## Géographie
Défini comme région naturelle ou encore pays traditionnel, l'Albret est un pays des Landes de Gascogne, situé à de l'est de la Haute-Lande et centré sur Labrit, dont il partage l'étymologie.

## Étymologie
Labrit est l'une des formes primitives, citée en 1316 pour la réforme de Mixe et dans la chanson basque du couronnement de Jean d'Albret à Pampelune en 1494 : Labrit eta errege / Aita seme dirade..., « Labrit et le roi sont père et fils ». Cette dernière attestation plaide en faveur d'une origine patronymique, par exemple le nom germanique Liudbret, des familles choisissaient des noms de baptême inspirés des Francs.
Lebret, Le Bret, A Le Bret, Albret (métathèses) sont d'autant de formes orales non étymologiques qui doivent seulement signaler que le vieux nom de baptême Liudbert était déjà tombé en désuétude depuis longtemps et n'était plus compris de la population qui l'a altéré sous l'influence du gascon bret, « bègue » ou Bret, « breton ». Il s'agit peut-être d'un nom de personne d'origine germanique ayant produit Albrecht en allemand (alémanique ou alsacien) et par la suite Aubert, Adalbert, et Albert en français  ainsi qu'Albertet en occitan.

## Histoire
L'Albret (ou Labrit) est une seigneurie de Gascogne, berceau de la maison d'Albret. Elle émerge au XIe siècle avec Amanieu Ier d'Albret (vers 1050-1080). Centrée à cette époque sur la paroisse de Labrit, elle s'étend à celles de Vert et du Sen.  Elle est limitée à l'ouest par la vicomté de Tartas, à l'est et au sud par la vicomté de Marsan. Elle n'a d'autre possibilité d'extension que vers le nord et complètera peu à peu ses possessions en Bordelais, Bazadais et étendra ses limites jusqu'à l'océan Atlantique.
Des membres de cette famille prennent part à la première croisade entre 1095 et 1099, d'autres participent plus tard à la croisade contre les Albigeois en 1209. Au milieu du XIIIe siècle, de par leurs possessions autour du château de Labrit et le nombre de leurs vassaux, les seigneurs d'Albret sont au tout premier rang des seigneurs gascons.  L'énorme forteresse de terre construite à Labrit, peut-être la plus importante de cette région, témoigne de la puissance de la famille. Elle participe à la guerre de Cent Ans aux côtés des rois de France. Ce choix s'avèrera décisif et lui permet de se propulser jusqu'au trône du royaume de France avec l'avènement d'Henri IV. Avant cela, les seigneurs d'Albret, poussés par leur ambition politique, sont amenés à quitter leur fief d'origine et à s'installer dans leurs autres possessions. C'est ainsi à Nérac, devenue capitale du duché d'Albret conçu en 1550, que Jeanne d'Albret (1528 – 1572), reine de Navarre et mère d'Henri IV, tient sa cour.